# Tony Awards 2002
Die Verleihung der 56. Tony Awards 2002 (56th Annual Tony Awards) fand am 2. Juni 2002 in der Radio City Music Hall in New York City statt. Moderatoren der Veranstaltung waren Bernadette Peters und Gregory Hines, als Laudatoren fungierten Gina Gershon, Savion Glover, Elaine Stritch, Patrick Wilson, Cynthia Nixon, Paul Rudd, Kate Burton, Harold Prince, Blythe Danner, John Leguizamo, Jason Biggs, Alicia Silverstone, Ralph Fiennes, Chris O’Donnell, Mary-Louise Parker, Edie Falco, Stanley Tucci, Anne Heche, Bill Pullman, Liam Neeson, Natasha Richardson, Chita Rivera, Calista Flockhart, Jerry Orbach, Doris Roberts, Hugh Jackman, Joanna Gleason, Whoopi Goldberg und Mary Tyler Moore. Ausgezeichnet wurden Theaterstücke und Musicals der Saison 2001/02, die am Broadway ihre Erstaufführung hatten. Die Preisverleihung wurde von Columbia Broadcasting System im Fernsehen übertragen und gewann den Emmy Award for Outstanding Directing for a Variety, Music or Comedy Program.

## Hintergrund
Die Antoinette Perry Awards for Excellence in Theatre, oder besser bekannt als Tony Awards, werden seit 1947 jährlich in zahlreichen Kategorien für herausragende Leistungen bei Broadway-Produktionen und -Aufführungen der letzten Theatersaison vergeben. Zusätzlich werden verschiedene Sonderpreise, z. B. der Regional Theatre Tony Award, verliehen. Benannt ist die Auszeichnung nach Antoinette Perry. Sie war 1940 Mitbegründerin des wiederbelebten und überarbeiteten American Theatre Wing (ATW). Die Preise wurden nach ihrem Tod im Jahr 1946 vom ATW zu ihrem Gedenken gestiftet und werden bei einer jährlichen Zeremonie in New York City überreicht.

## Gewinner und Nominierte

### Theaterstücke
| Kategorie                            | Preisträger    | Theaterstück                                         | Nominierungen |
| Bestes Theaterstück                  | Edward Albee   | The Goat, or Who Is Sylvia?                          | - Fortune’s Fool – Mike Poulton - Metamorphoses – Mary Zimmerman - Topdog/Underdog – Suzan-Lori Parks |
| Beste Wiederaufnahme Theaterstück    | Noël Coward    | Private Lives                                        | - The Crucible - Morning’s at Seven - Noises Off |
| Bester Hauptdarsteller Theaterstück  | Alan Bates     | Fortune’s Fool als Vassily Semyonitch Kuzovkin       | - Billy Crudup in The Elephant Man als John Merrick - Liam Neeson in The Crucible als John Proctor - Alan Rickman in Private Lives als Elyot Chase - Jeffrey Wright in Topdog/Underdog als Lincoln                                                         |
| Beste Hauptdarstellerin Theaterstück | Lindsay Duncan | Private Lives als Amanda Prynne                      | - Kate Burton in Hedda Gabler als Hedda Gabler - Laura Linney in The Crucible als Elizabeth Proctor - Helen Mirren in The Dance of Death als Alice - Mercedes Ruehl in The Goat, or Who Is Sylvia? als Stevie                                              |
| Bester Nebendarsteller Theaterstück  | Frank Langella | Fortune’s Fool als Flegont Alexandrovitch Tropatchov | - Brian Murray in The Crucible als Deputy-Governor Danforth - William Biff McGuire in Morning’s at Seven als Theodore Swanson - Sam Robards in The Man Who Had All the Luck als Gustav Eberson - Stephen Tobolowsky in Morning’s at Seven als Homer Bolton |
| Beste Nebendarstellerin Theaterstück | Katie Finneran | Noises Off als Brooke Ashton                         | - Kate Burton in The Elephant Man als Pinhead/Mrs. Kendal - Elizabeth Franz in Morning’s at Seven als Aaronetta Gibbs - Estelle Parsons in Morning’s at Seven als Cora Swanson - Frances Sternhagen in Morning’s at Seven als Ida Bolton                   |
| Beste Theaterregie                   | Mary Zimmerman | Metamorphoses                                        | - Howard Davies – Private Lives - Richard Eyre – The Crucible - Daniel Sullivan – Morning’s at Seven |

### Musicals
| Kategorie                       | Preisträger                                                                                   | Musical                                       | Nominierungen |
| Bestes Musical                  | Jeanine Tesori (Musik), Dick Scanlan (Liedtexte) sowie Richard Morris und Dick Scanlan (Buch) | Thoroughly Modern Millie                      | - Mamma Mia! - Sweet Smell of Success - Urinetown |
| Beste Wiederaufnahme Musical    | Stephen Sondheim (Musik und Liedtexte) und James Lapine (Buch)                                | Into the Woods                                | - Oklahoma! |
| Bester Hauptdarsteller Musical  | John Lithgow                                                                                  | Sweet Smell of Success als J.J. Hunsecker     | - Gavin Creel in Thoroughly Modern Millie als Jimmy Smith - John McMartin in Into the Woods als Narrator/Mysterious Man - Patrick Wilson in Oklahoma! als Curly - John Cullum in Urinetown als Caldwell B. Cladwell                                      |
| Beste Hauptdarstellerin Musical | Sutton Foster                                                                                 | Thoroughly Modern Millie als Millie Dillmount | - Louise Pitre in Mamma Mia! als Donna Sheridan - Vanessa L. Williams in Into the Woods als The Witch - Nancy Opel in Urinetown als Penelope Pennywise - Jennifer Laura Thompson in Urinetown als Hope Cladwell                                          |
| Bester Nebendarsteller Musical  | Shuler Hensley                                                                                | Oklahoma! als Jud Fry                         | - Gregg Edelman in Into the Woods als The Wolf/Cinderella’s Prince - Brian d’Arcy James in Sweet Smell of Success als Sidney Falco - Marc Kudisch in Thoroughly Modern Millie als Trevor Graydon - Norbert Leo Butz in Thou Shalt Not als Camille Raquin |
| Beste Nebendarstellerin Musical | Harriet Harris                                                                                | Thoroughly Modern Millie als Ms. Meers        | - Andrea Martin in Oklahoma! als Aunt Eller - Judy Kaye in Mamma Mia! als Rosie Mulligan - Laura Benanti in Into the Woods als Cinderella - Spencer Kayden in Urinetown als Little Sally                                                                 |
| Bestes Musicallibretto          | Greg Kotis                                                                                    | Urinetown                                     | - Catherine Johnson – Mamma Mia! - John Guare – Sweet Smell of Success - Richard Morris und Dick Scanlan – Thoroughly Modern Millie |
| Beste Originalmusik             | Mark Hollmann (Musik und Liedtexte) und Greg Kotis (Liedtexte)                                | Urinetown                                     | - Sweet Smell of Success – Marvin Hamlisch (Musik) und Craig Carnelia (Liedtexte) - Thoroughly Modern Millie – Jeanine Tesori (Musik) und Dick Scanlan (Liedtexte) - Thou Shalt Not – Harry Connick, Jr. (Musik und Liedtexte)                           |
| Beste Musicalregie              | John Rando                                                                                    | Urinetown                                     | - James Lapine – Into the Woods - Michael Mayer – Thoroughly Modern Millie - Trevor Nunn – Oklahoma! |

### Theaterstücke oder Musicals
| Kategorie            | Preisträger                    | Theaterstück bzw. Musical | Nominierungen |
| Bestes Bühnenbild    | Tim Hatley                     | Private Lives             | - Daniel Ostling – Metamorphoses - Douglas W. Schmidt – Into the Woods - John Lee Beatty – Morning’s at Seven                             |
| Beste Choreographie  | Rob Ashford                    | Thoroughly Modern Millie  | - John Carrafa – Urinetown - John Carrafa – Into the Woods - Susan Stroman – Oklahoma!                                                    |
| Beste Kostüme        | Martin Pakledinaz              | Thoroughly Modern Millie  | - Jenny Beavan – Private Lives - Susan Hilferty – Into the Woods - Jane Greenwood – Morning’s at Seven                                    |
| Bestes Lichtdesign   | Brian MacDevitt                | Into the Woods            | - David Hersey – Oklahoma! - Natasha Katz – Sweet Smell of Success - Paul Gallo – The Crucible                                            |
| Beste Orchestrierung | Doug Besterman und Ralph Burns | Thoroughly Modern Millie  | - Benny Andersson, Björn Ulvaeus und Martin Koch – Mamma Mia! - William David Brohn – Sweet Smell of Success - Bruce Coughlin – Urinetown |
| Bestes Theaterevent  | Elaine Stritch                 | Liberty                   | - Bea Arthur on Broadway - Barbara Cook in Mostly Sondheim - Sexaholix.. A Love Story                                                     |

### Sonderpreise (ohne Wettbewerb)
| Kategorie              | Preisträger                                                | Grund der Preisverleihung                                  |
| Regional Theatre Award | Williamstown Theatre Festival, Williamstown, Massachusetts |                                                            |
| Special Tony Award     | Robert Whitehead                                           | Special Tony Award for Lifetime Achievement in the Theatre |
| Special Tony Award     | Julie Harris                                               | Special Tony Award for Lifetime Achievement in the Theatre |

## Statistik

### Mehrfache Nominierungen
- 11 Nominierungen: Thoroughly Modern Millie
- 10 Nominierungen: Into the Woods und Urinetown
- 9 Nominierungen: Morning’s at Seven
- 7 Nominierungen: Oklahoma! und Sweet Smell of Success
- 6 Nominierungen: The Crucible und Private Lives
- 5 Nominierungen: Mamma Mia!
- 3 Nominierungen: Fortune’s Fool und Metamorphoses
- 2 Nominierungen: The Elephant Man, The Goat, or Who Is Sylvia?, Noises Off, Thou Shalt Not und Topdog/Underdog

### Mehrfache Gewinne
- 6 Gewinne: Thoroughly Modern Millie
- 3 Gewinne: Private Lives und Urinetown
- 2 Gewinne: Fortune’s Fool und Into the Woods